# Taxila (moderno)
Taxila (en urdu: ٹيکسلا‎) es una ciudad pakistaní en el distrito de Rawalpindi de la Provincia de Punyab, situado sobre 32 kilómetros al noroeste de Islamabad y Rawalpindi, a lo largo de la Grand Trunk Road, cerca del importante centro de peregrinación Sikh de Hasan Abdal.
Taxila se ha referido históricamente como Takshashila en sánscrito y Takkasila en Pali. El establecimiento más temprano en Taxila fue fundado hacia el 1000 a. C. en el sitio de  Hathial. El poema épico hindú  Mahābhārata se cree que han sido primero recitado en Taxila, por el sabio  Vaiśampāyana. Por algunas cuentas, Taxila fue sede de uno de los primeros, si no el primero,  universidades en el mundo.
Ruinas de Taxila son reconocidas y funcionan como una serie de sitios relacionados, incluyendo: un Mesolítico de la cueva, los restos de ciudades antiguas 4 y los monasterios budistas y estupa s. las antiguas ruinas de Taxila se declararon una UNESCO patrimonio de la humanidad en 1980.

## Etimología
Taxila fue antiguamente denominado  Takkasila, en Pali y en sánscrito como  Takshashila. Nombre sánscrito de la ciudad significa "ciudad de piedra de corte". Nombre sánscrito antiguo de la ciudad alternativamente significa "Roca de  Taksha" – en referencia a la historia de Ramayana que la ciudad fue fundada por  Bharata, hermano de la deidad hindú central Rama y nombrada en honor del hijo de Bharata, Taksha. Nombre moderno de la ciudad, sin embargo, se deriva de la antigua grabación griega del nombre de la ciudad antigua, en Geografía de Ptolomeo ]] La transcripción griega de  Taxila se convirtió universalmente favorecida con el tiempo, mientras que las versiones de Pali y Sanskrit cayeron de uso.

## Historia

### establecimiento temprano
la región alrededor Taxila fue colocada por el Neolítico, con algunas ruinas de Taxila que al a. C. 3360. ruinas que datan de la Harappan temprano período de alrededor de 2900 a. C. también se han descubierto en la zona Taxila, aunque el área finalmente fue abandonado después del colapso de la civilización del valle Indus.
El primer asentamiento importante en Taxila fue establecido alrededor de 1000 a. C. Por 900 a. C., la ciudad ya estaba implicada en el comercio regional, como cerámica descubiertos fragmentos revelan lazos comerciales entre la ciudad y  Puṣkalāvatī.
Taxila fue fundada en una ubicación estratégica a lo largo de la antigua "carretera real" que conecta el capital en  Pataliputra en Bihar, con la antigua Peshawar,  y partir hacia Asia Central por Cachemira,  Bactria, y   Kāpiśa. Taxila así cambió de manos muchas veces sobre los siglos, con muchos imperios compitiendo para su control.

### Imperio Aqueménida
Excavaciones arqueológicas muestran que la ciudad puede haber crecido significativamente durante la regla del persa Imperio aqueménida en el sexto siglo a. C.. En 516 a. C., Darío I se embarcó en una campaña para conquistar Central Asia,  Ariana y  Bactria, antes de marchar hacia lo que ahora es Afganistán y Norte Pakistán. Darius emperador pasó el invierno de 516-515 a. C. en la región  Gandhara Taxila y dispuestos a conquistar el  Valle de Indus, que hizo en el año 515 a. C., después de que él designó Escílax de Carianda para explorar el Océano Índico desde la desembocadura del Indo a la Suez. Darío volvió a Persia por la Bolan. La región continuó bajo soberanía feudal de Achaemenid bajo el reinado de Jerjes I y continuado por la regla del Achaemenid por más de un siglo.